# Fabrice Bellard
Fabrice Bellard es un programador conocido por ser el fundador de FFmpeg y el responsable del proyecto QEMU.
También ha desarrollado diferentes programas, desde gráficos en 3D hasta un pequeño compilador de C, Tiny C Compiler (alias «tcc»).
Nació en 1972 en Grenoble, Francia. Asistió a la escuela en el Liceo Joffre de Montpelier, donde creó un programa muy conocido, el compresor de ejecutables LZEXE. Después de estudiar en la École polytechnique, en 1996 se especializó en Télécom Paris. En 1997, descubrió la fórmula más rápida para calcular dígitos individuales de π en representación binaria, la fórmula de Bellard, que es una variante de la fórmula de Bailey-Borwein-Plouffe.
Al crear el proyecto FFmpeg usó como pseudónimo Gérard Lantau.

## Récord de cálculo de decimales de π
El 31 de diciembre de 2009, Fabrice Bellard publica en su sitio web personal su nuevo récord de cálculo de decimales del número π (pi).
Este récord de 2,7 billones de decimales bate el antiguo récord de Daisuke Takahashi (2,577 billones de decimales).
Bellard consiguió el récord con una computadora personal de menos de 3000 euros:
- Procesador Intel Core i7 2,93 GHz.
- 6 Gb de RAM.
- 7,5 TB de disco duro (cinco discos Seagate Barracuda de 1,5 TB, 7200.11 en RAID 0).

El tiempo total de uso de la computadora fue de 131 días (incluidos cálculos y verificaciones).